# Rassembler

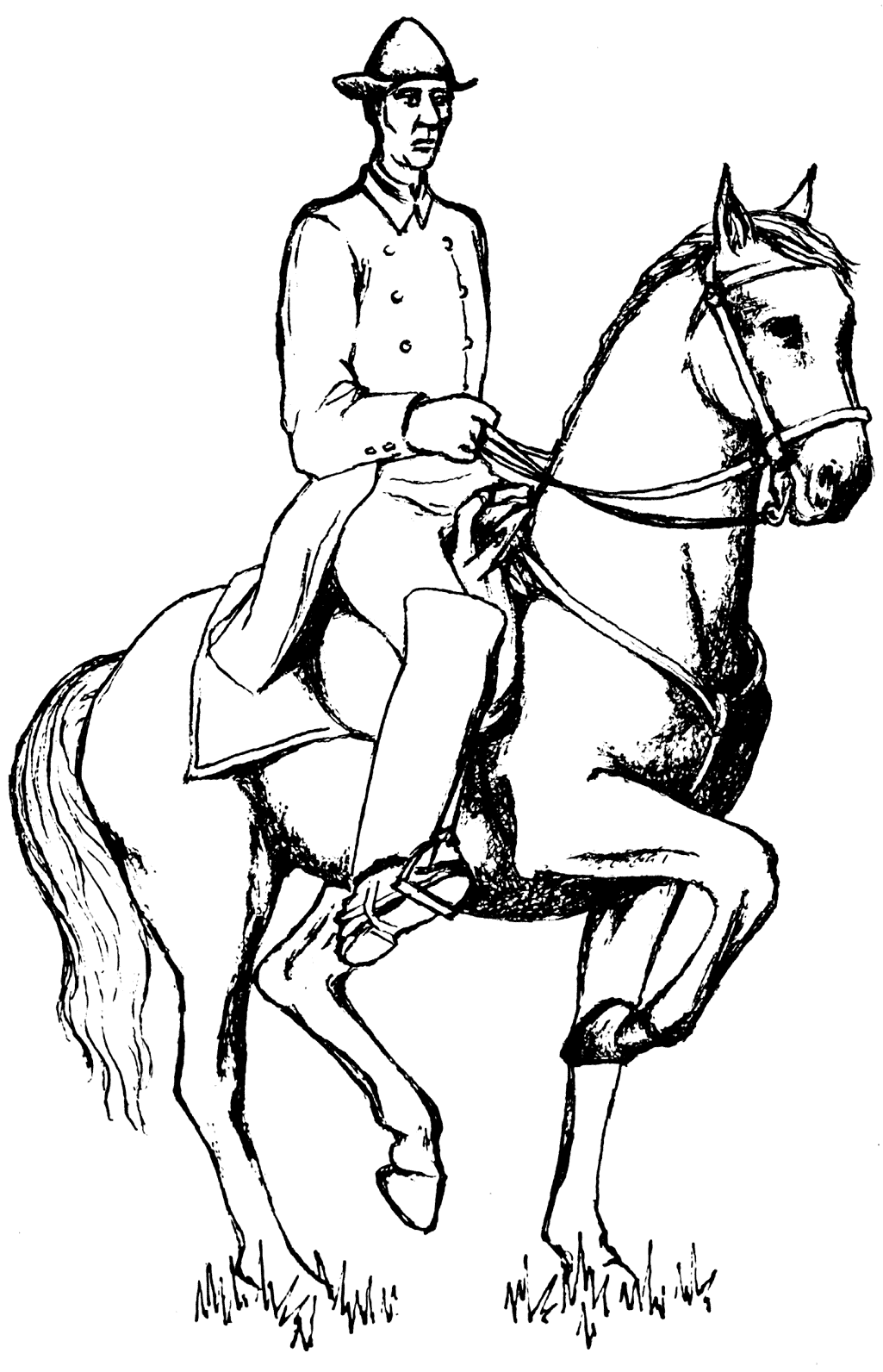
Cheval rassemblé

Le rassembler est, dans le domaine de l'équitation, une attitude du cheval particulièrement recherchée dans la pratique de l'équitation classique et du dressage moderne. Elle consiste, pour le cheval, à engager ses postérieurs sous lui tout en abaissant ses hanches, poussant son rein et soutenant son encolure. L'obtention du rassembler fait l'objet de traités d'équitation classique depuis des siècles. Le rassembler exige beaucoup de tact et de finesse de la part du cavalier, il ne peut s'acquérir que par une longue pratique. Le cheval doit également avoir suivi un travail sur sa souplesse. Le rassembler permet ensuite d'exécuter bon nombre de figures plus complexes, telles que le piaffer et la cabriole. La maîtrise du ramener est préliminaire à celle du rassembler dans l'école moderne et le bauchérisme. Elle n'est que la manifestation du rassembler dans l'école classique.
On appelle airs les exercices et les mouvements rassemblés exécutés par un cheval d'école.

## Définition

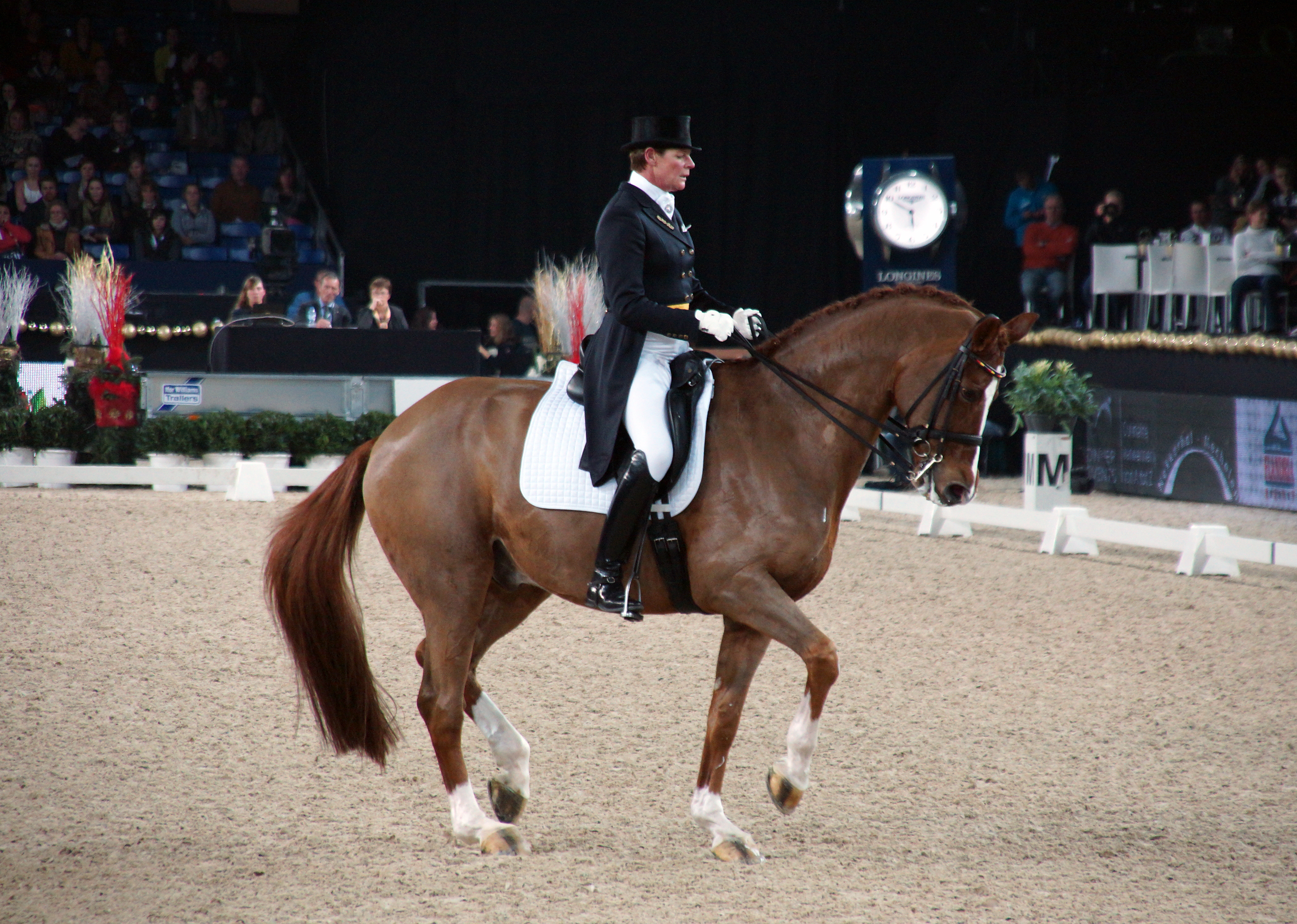
Ulla Salzgeber et Herzruf's Erbe au piaffer

Le cheval rassemblé rapproche son arrière-main de son centre de gravité, tandis qu'il allège son devant, et ramène la tête pour se mettre en main. François Baucher définit le rassembler par « l'art de disposer le centre de gravité au milieu du corps du cheval, de manière à ne lui laisser qu'une vibration légère d'avant en arrière et d'arrière en avant, afin que les jambes de derrière restent rapprochées du centre ». Montfaucon de Rogles définit le rassembler chez le cheval comme l'action souple et flexible des hanches, que le cheval porte en avant et sous lui pour supporter le poids de son corps, alléger le devant et servir de ressort et de point d'appui à tous ses mouvements. Alexis L'Hotte le caractérise par la flexibilité des hanches et l'engagement des jarrets sous la masse. Le rassembler est également comparé au « garde-à-vous » militaire :

« [...] le rassemblé est au cheval ce que le garde à vous est à l'homme, un avertissement de se grandir en prenant une noble attitude et en prêtant une grande attention, afin de mieux exécuter le commandement qui va suivre. »

— P.-A. Aubert, Traité raisonné d'équitation
Plus récemment, Dominique Ollivier en donne une définition intégrant différents aspects des traités anciens et insistant sur l'équilibre : « Posture la  plus adaptée à l'équilibre du cheval monté à vitesse lente, élévation de la grande encolure associée à la flexion des hanches et de toutes les articulations postérieures. Diagonalisation en engagement des postérieurs augmentant la mobilité ». Le rassembler créé une réduction de la base de sustentation du cheval, les membres antérieurs et postérieurs étant plus proches. Par conséquent, le cheval « se raccourcit », les foulées perdent en amplitude, le cheval perd en vitesse, mais gagne en mobilité, en hauteur et en rebond, en particulier aux allures du trot et du galop. Pour Nuno Oliveira, le cheval n'est complètement rassemblé que lorsque son poids est réparti de manière égale entre l'avant-main et l'arrière-main.

## Histoire

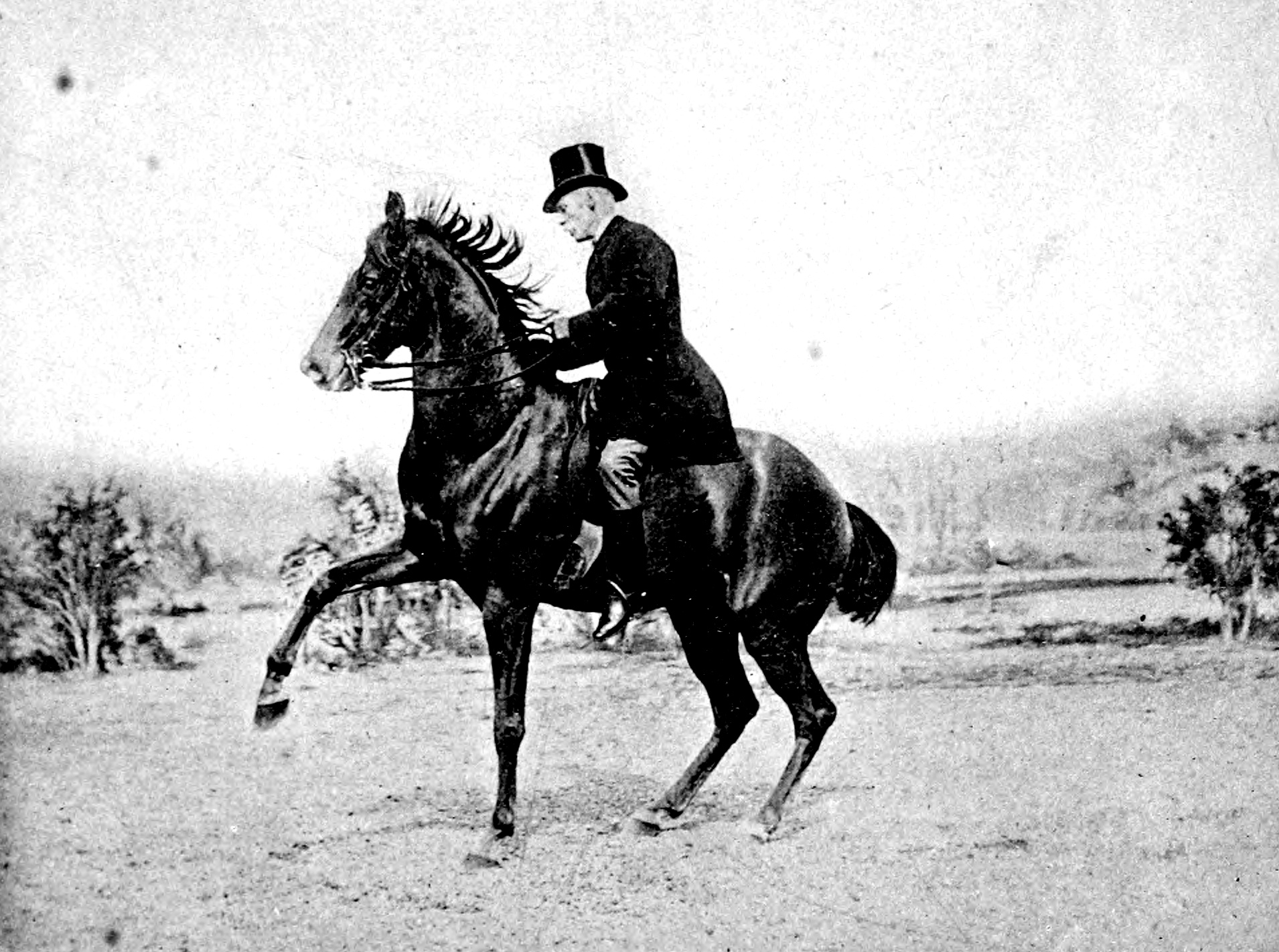
Illustration des Principes de dressage et d'équitation par James Fillis.

Dom Diogo de Bragança affirme que le ramener a été découvert sur la péninsule ibérique, avec les races locales. Cependant, le rassembler pourrait ne pas être une invention exclusivement européenne. Le général Daumas décrit l'exercice de la chaffa maghrébine, où le cheval s'arrête avec les hanches abaissées. Quoi qu'il en soit, l'équitation tauromachique demande beaucoup d'exercices en position de rassembler. Le traité d'équitation ibérique intitulé Tratado da Cavallaria da Gineta, en 1670, décrit l'apprentissage de la courbette et d'autres airs relevés, en intégrant clairement une définition du rassembler : postérieurs engagés et tête ramenée.
En équitation de tradition française telle que définie par François Baucher, l'habileté du cavalier consiste à entretenir cette harmonie d'action, par l'opposition ménagée et graduée de la main et des jambes. La flexion des jarrets a lieu plutôt de bas en haut que d'arrière en avant. Le rassembler est également connu dans l'équitation allemande. En France, le contrôle de l'équilibre dans les allures est au programme du galop 7, le rassembler étant le degré ultime de cet équilibre. De nos jours, la position de rassembler est constante dans les reprises de dressage olympique.

## Obtention et utilité
Tous les chevaux ne sont pas susceptibles d'être bien rassemblés. Pour remplir cette condition, il leur faut des reins solides et de bons jarrets, sans quoi la partie postérieure ne peut prendre une part du poids de la partie antérieure. Le cheval ibérique (Pure race espagnole ou Lusitanien) est particulièrement adapté, de par sa morphologie, et du fait qu'il est sélectionné sur son aptitude au rassembler et au piaffer. Le rassembler est nécessaire à certains mouvements de dressage, notamment le piaffer, des airs relevés (courbette, pesade, cabrer, levade...), le passage, le galop à faux et certains types de trot. Le rassembler n'est pas adapté aux chevaux trop jeunes. P.- A. Aubert recommande de rassembler un cheval « fait et dressé, avec art et d'une manière relative à ses moyens naturels ».
Le cavalier doit lui aussi posséder des qualités particulières, notamment une très bonne connaissance de la biomécanique du cheval, de ses mouvements et de son équilibre. Baucher insiste également sur la nécessité d'obtenir le rassembler avec une grande discrétion dans l'utilisation des aides. Dans le bauchérisme, le ramener de la tête est préliminaire au rassembler. Pour l'obtenir, selon les enseignements de l'équitation de tradition française, il est nécessaire d'avoir atteint la décontraction et une cession de la mâchoire et de la nuque : 

« Le véritable rassembler consiste à réunir au centre les forces du cheval, pour alléger ses deux extrémités, et les livrer complètement à la disposition du cavalier. L'animal se trouve alors transformé en une sorte de balance, dont le cavalier est l'aiguille. Le moindre appui sur l'une ou l'autre des extrémités qui représentent les plateaux, les déterminera immédiatement dans la direction qu'on voudra leur imprimer. Le cavalier reconnaîtra que le rassembler est complet lorsqu'il sentira le cheval prêt, pour ainsi dire, à s'élever des quatre jambes. Le ramener d'abord, et les attaques ensuite, rendent facile au cavalier et au cheval cette belle exécution du rassembler, qui donne à l'animal le brillant, la grâce, la majesté. Si nous avons dû employer l'éperon pour pousser d'abord jusqu'à ses dernières limites cette concentration de forces, les jambes suffiront par la suite pour obtenir le rassembler nécessaire à la cadence et au relevé de tous les mouvements compliqués. »

— François Baucher, Méthode d'équitation basée sur de nouveaux principes
L'exercice rend le cheval beaucoup plus léger, le dispose à se laisser conduire avec moins de force, et lui donne de la finesse.

### Asseoir un cheval
Asseoir un cheval consiste à rechercher l'engagement maximum de son arrière-main dans le rassembler. Un cheval assis n'est ni écrasé, ni bloqué dans ses articulations, mais au contraire, toujours prêt à jaillir en avant.

## Le rassembler dans les compétitions de dressage
Le rassembler fait l'objet de l'article 417 du règlement FEI de dressage.
Selon celui-ci, le rassembler doit permettre de développer et d'améliorer l'équilibre du cheval qui est plus ou moins altéré par le poids du cavalier, de développer et d'augmenter sa capacité à abaisser et à engager son arrière-main améliorant ainsi sa légèreté et la mobilité de son avant-main, et enfin d'évoluer vers plus d'aisance et de soutien, le rendant plus agréable à monter.
Le rassembler est obtenu par l'usage de demi-arrêts et la pratique de mouvements latéraux tels l'épaule en dedans, la cession à la jambe, l'appuyer et la tête au mur. Pour le réaliser, le cavalier utilise son assiette et ses jambes, l'action des mains favorisant l'engagement de l'arrière-main du cheval. Les articulations du cheval se plient et sont souples afin que les postérieurs puissent avancer sous le corps du cheval. Cependant, ceux-ci ne doivent pas être engagés trop loin car la base du support serait excessivement raccourcie et le mouvement en serait gêné, la ligne du dos serait allongée et trop élevée par rapport au posé des postérieurs, la stabilité serait altérée et le cheval aurait du mal à trouver un équilibre harmonieux et correct. D'autre part, un cheval avec une base de support trop longue est incapable, ou peut refuser, d'engager les postérieurs vers l'avant sous son corps, et ne peut donc pas atteindre un niveau de rassembler correct, caractérisé par l'aisance et le soutien, ainsi que par une impulsion suffisante provenant de l'activité de l'arrière-main.
Dans les allures rassemblées, la position de la tête et de l'encolure du cheval dépend naturellement de son niveau d'apprentissage et, dans une certaine mesure, de sa conformation. L'encolure doit s'élever sans contrainte, formant une courbe harmonieuse du garrot à la nuque qui est le point le plus haut, avec le chanfrein légèrement en avant de la verticale. Au moment où le cavalier utilise ses aides pour obtenir le rassembler, la tête peut se positionner plus ou moins à la verticale. Le degré de courbure de l'encolure est directement lié à l'aptitude au rassembler.
La qualité du rassembler est pris en compte dans l'attribution des notes, lors des compétitions à partir du niveau Amateur 1, notamment dans le jugement des appuyers, des voltes, des demi-pirouettes, des pirouettes et du passage.